# Конк-ан-Руерг
Конк-ан-Руерг (фр. Conques-en-Rouergue) — муніципалітет у Франції, у регіоні Окситанія, департамент Аверон. Конк-ан-Руерг утворено 1 січня 2016 року шляхом злиття муніципалітетів Конк, Гран-Вабр, Ноаяк i Сен-Сіпріян-сюр-Дурду. Адміністративним центром муніципалітету є Конк. Населення — 1573 особи (01.01.2021).